# Єдина мережева розмітка
Єди́на мереже́ва розмі́тка (ЄМР) — система цифрового кодування залізничних станцій у країнах СНД та Балтії.
Кодами ЄМР кодують станції, відкриті для виконання вантажних операцій, що роблять перевалку вантажів з залізничного на річковий чи морський транспорт та навпаки. ЄМР використовують для уніфікації розмітки перевізних документів.
Код ЄМР також є частиною коду залізничних станцій в АСУЗТ (див. далі).

## Структура
Код ЄМР складається з чотирьох цифр, що становлять основну частину коду. Також є захищений код ЄМР, в якому до основної частини додається п'ята, контрольна, цифра.
Структура коду:
де: NN — номер мережевого району; YY — номер станції за переліком в даному мережевому районі; K — контрольна цифра.

### Номер мережевого району
Всю залізничну мережу країн СНД та Балтії розбито на 99 районів за суцільною нумерацією. Номер району росте із заходу на схід. Так, в першому районі станції Кольського півострова та Карелії, а в 99-ому — острова Сахалін. Залізниця (як структурний підрозділ) може охоплювати один чи декілька мережевих районів (зокрема частину району). Мережеві райони не перетинають кордони держав. Номер першого району, що закріплено за залізницею, є її цифровим кодом. Наприклад, Донецька залізниця охоплює 48, 49 та 50 райони та має цифровий код 48.

### Порядковий номер станції
За кожною дільницею дороги в районі, закріплено декілька номерів. Станції на дільницях нумерують, зазвичай, за ростом у парному напрямку. Важливіші станції районів мають нульовий номер. Наприклад, код ЄМР станції Львів — 3700.
Для прикордонних і деяких портових станцій окрім основного коду ЄМР, відведено інші коди. Такі номери також звуть експортні (експ.).

### Контрольна цифра
Контрольна цифра це остача від ділення з остачею на 11 суми порозрядних добутків відповідних цифр коду на порядковий номер кожної цифри. Якщо остача дорівнює 10, то для розрахунку нумерацію цифр починають з трьох. Якщо ж і тут остача дорівнює 10, то контрольна цифра приймається 0. Наприклад, для коду станції 32740 (Конотоп) контрольна цифра розраховується наступним чином:
```
  3 2  7  4        3 2  7  4
 ×                 
  1 2  3  4        3 4  5  6
  _________        _________
  3+4+21+16 = 44   9+8+35+24 = 76 mod 11 остача 10

```

Число 44 ділять з остачею на 11: неповна частка — 4, остачу — 0, приймають за контрольну цифру. Якби остача дорівнювала 10 тоді розрахунок треба було проводити за другим стовпчиком, але тоді остача дорівнювала б 10, і за контрольну цифру треба брати нуль.

## Історія
ЄМР було введено 1971 року.
В 1984 році код ЄМР станції було доповнено п'ятим захисним знаком.
1992 року змінено кордони мережевих районів за кордонами держав.

## Код станцій АСУЗТ
В кодах станцій АСУЗТ основний код ЄМР доповнюють п'ята та шоста цифри.
Код побудований за принципом:
де: Z — додаткова цифра.
П'яту цифру використовують для кодування станцій, зачинених для вантажних операцій (пасажирські станції, зупинні пункти, роз'їзди, тощо). Станції, відкриті для вантажних операцій, приймають за базові, і п'ята цифра в їхньому коді дорівнює нулю.
Інші станції нумерують послідовно від 1 до 9 від основної, зазвичай, в парному напрямку.
Шоста цифра кода АСУЗТ є контрольною та розраховується аналогічно контрольній цифрі коду ЄМР: беруть остачу від ділення на 11 суми порозрядних добутків відповідних 5 цифр коду на порядковий номер кожної цифри. Якщо остача дорівнює 10, то для розрахунку нумерацію цифр починають із 3 (тобто замість 1-2-3-4-5 беруть 3-4-5-6-7). Якщо і тут остача від ділення на 11 дорівнює 10, то за контрольну цифру приймають 0. При цьому для вантажних станцій контрольні цифри обох кодів сходитимуться.